# 小木曽晃大
小木曽 晃大（おぎそ あきひろ、1996年3月10日 - ）は、日本のラグビー選手。

## プロフィール
- 東京都出身[1]。
- ポジションはプロップ(PR)。
- 身長 175cm、体重 105kg

## 略歴
2014年、目黒学院高校卒業後、日本体育大学に入る。
2018年、日本体育大学卒業後、三菱重工相模原ダイナボアーズに加入。
2024年5月、三菱重工相模原ダイナボアーズを退団。